# Nội Môn

Vị trí tại Cao Hùng

Nội Môn (tiếng Trung: 內門區; bính âm: Nèimén Qū) là một khu (quận) của thành phố Cao Hùng, Trung Hoa Dân Quốc (Đài Loan). Đây là một quận miền núi và cư dân chủ yếu sinh sống nhờ vào nông nghiệp. Nội Môn có diện tích 95,6224 km², dân số vào tháng 8 năm 2011 là 15.705 người thuộc 5.046 hộ gia đình. Mật độ cư trú đạt 164,2 người/km².